# Britam Tower
Britam Tower je mrakodrap v keňském hlavním městě Nairobi. Nachází se na ulici Hospital Road ve čtvrti Upper Hill. Byl postaven v letech 2013 až 2017 podle projektu jihoafrické společnosti GAPP Architects.
Mrakodrap má 31 podlaží a měří 200 metrů, z toho 120 metrů je obyvatelných. Je nejvyšší budovou v Keni a čtvrtou nejvyšší v celé Africe. Má tvar hranolu, inspirovaný horou Mount Kenya, a na vrcholu se nachází větrná turbína.
Patří britsko-americké finanční společnosti Britam Holdings. Budova získala cenu Emporis Skyscraper Award.